# Max Gablonsky
Max Gablonsky, Gaberl (1890. január 1. – 1969. július 16.) német válogatott labdarúgó és atléta volt.

## Pályafutása

Max Gablonsky balról a harmadik (1910)

Max Gablonsky 1909-től 1922-ig az FC Bayern München labdarúgója volt. A jobbszélső posztját töltötte be. Az egyesület első olimpikon sportolója, és válogatott labdarúgója is volt egyben. 1910 és 1911 alatt 4 mérkőzésen lépett pályára a Német labdarúgó-válogatott mezében. Gólt egy alkalommal sem szerzett. Tagja volt az 1912-es olimpián a 4 × 100 m-es német futó váltó csapatnak. 1922-ig több, mint 500 mérkőzésen lépett pályára az FC Bayern Münchenben. 1922 és 1924 között a Duisburger SpV játékosa volt.

## Magánélete
Gablonskynak volt egy fia és egy unokája. Az 1944-es müncheni légitámadás során elvesztette minden személyes tárgyát.